# Steinbruch Gravenhorst
Das Naturschutzgebiet Steinbruch Gravenhorst  liegt auf dem Gebiet der Stadt Hörstel im Kreis Steinfurt in Nordrhein-Westfalen. Das Gebiet erstreckt sich südöstlich der Kernstadt Hörstel. Nördlich verläuft die A 30, nordöstlich fließt der Mittellandkanal und südlich der Dortmund-Ems-Kanal. Nördlich erstreckt sich das 29,64 ha große Naturschutzgebiet Alte Fahrt.

## Bedeutung
Für Hörstel ist seit 1994 ein 24,10 ha großes Gebiet unter der Kenn-Nummer ST-100 als Naturschutzgebiet ausgewiesen. Das Gebiet wurde unter Schutz gestellt zur Erhaltung und Entwicklung von bestimmten Lebensstätten und -gemeinschaften wildlebender Tier- und Pflanzenarten, insbesondere von Arten der Feld- und Magerstandorte und zur Erhaltung der Vegetation aufgelassener Steinbruchsohlen und -wände und des Grünlandes, außerdem zur Erhaltung und Wiederherstellung naturnaher Waldbestände.